# Joseph Antignac
Pour les articles homonymes, voir Antignac.
Joseph Antignac né le 29 juillet 1895 à Bordeaux et mort le 16 juillet 1976 à Paris, est un des responsables du Commissariat général aux questions juives sous le  régime de Vichy.

## Biographie

### Jusqu'à la guerre
En 1913, il obtient son baccalauréat et s'engage dans l'armée pour quatre ans. Brigadier en 1914, il finit la guerre avec le grade de lieutenant, la Croix de guerre, et trois citations. En avril 1919, il est détaché à la 6e division de cavalerie polonaise en Galicie et entre à la fin de l'année 1920 pour six mois à l'école de Saumur. En 1927, il est admis à faire valoir ses droits à la retraite avec le grade de capitaine.
En 1935, il est directeur d'une société spécialisée dans les bois-placages et isolants à Bruxelles.
Mobilisé le 3 septembre 1939 il combat les Allemands et, après la débâcle, il est démobilisé en octobre 1940. Réfugié à Périgueux, il est chef de Province des Compagnons de France jusqu'en juillet 1941.

### Sous Vichy
En octobre 1941, il est nommé directeur de la police aux questions juives (PQJ) pour la région de Limoges, en août 1942, il est directeur de la Section d'Enquête et de Contrôle (S.E.C.) pour la zone Sud et en novembre 1942, chef de cabinet au Commissariat général aux questions juives (C.G.Q.J.). De janvier 1943 au 1er avril 1944, il devient directeur de cabinet au Commissariat général aux questions juives (C.G.Q.J.). À ce titre, les 22 avril, 11 et 18 mai 1943, il écrit au SS-Obersturmführer Heinz Röthke, chef de la section juive du SD, trois rapports dans lesquels il dénonce la dissimulation d'enfants juifs étrangers par les collaborateurs de Juliette Stern au sein de l'Union générale des israélites de France (UGIF). Le 30 juillet 1943, la Gestapo arrête et fait déporter les vingt personnes travaillant pour ce service.
En avril 1944, il est pendant quelques semaines directeur général de l'aryanisation économique. Du 17 mai 1944 au 17 août 1944, il est secrétaire général du Commissariat général aux questions juives avec délégation générale "à effet de signer pour l'exécution des décisions générales prise par le chef du gouvernement et en son nom tous les actes, arrêtés et ordonnances à l'exclusion des décrets".
Réfugié le 18 août 1944, chez son ami Saint-Blancard au 102 avenue des Ternes à Paris, Joseph Antignac est arrêté le 20 novembre 1944, puis interné à Nanterre. Prétextant une tuberculose uro-génitale grave (mais qui lui permettra de vivre encore trois décennies), il demande dès le printemps 1945, sa libération qu'il n'obtiendra que trois ans plus tard. En décembre 1947, il entre à l'hôpital Cochin. Il est condamné à mort le 9 juillet 1949 par la 9e sous-section de la cour de justice de la Seine,. Après rejet par la Cour d'appel d'un pourvoi en cassation le 17 août 1949, sa peine est commuée en travaux forcés à perpétuité par décret du 11 janvier 1950 signé par le Président de la République Vincent Auriol. Quatre ans plus tard, il est amnistié par le président René Coty.
Il meurt le 16 juillet 1976 au sein de l'Hôpital Cochin dans le 14e arrondissement de Paris 